# Eucalyptus haemastoma
Eucalyptus haemastoma ist eine Pflanzenart innerhalb der Familie der Myrtengewächse (Myrtaceae). Sie kommt nur im mittleren Küstenabschnitt von New South Wales vor und wird dort „Scribbly Gum“, „Broad-leaved Scribbly Gum“, „White Gum“ oder „Snappy Gum“ genannt.

## Beschreibung

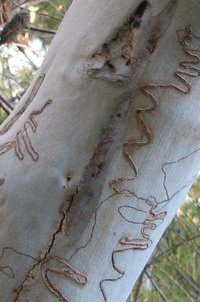
Stamm und Borke

### Erscheinungsbild und Blatt
Eucalyptus haemastoma wächst als Baum, der Wuchshöhen von bis zu 15 Meter erreicht. Die Borke ist am gesamten Baum glatt mit Kritzeln, weiß, grau oder gelb und schält sich in kurzen Bändern. Die jungen Zweige besitzen eine grüne Rinde. Weder im Mark der jungen Zweige noch in der Borke gibt es Öldrüsen.
Bei Eucalyptus haemastoma liegt Heterophyllie vor. Die Laubblätter sind stets in Blattstiel und -spreite gegliedert. Die Blattstiele sind bei einer Länge von 10 bis 20 mm schmal abgeflacht oder kanalförmig. An jungen Exemplaren ist die Blattspreite eiförmig und matt grau-grün. Bei mittelalten Exemplaren ist die Blattspreite bei einer Länge von etwa 22 cm und einer Breite von etwa 8 cm eiförmig, sichelförmig gebogen, ganzrandig und matt grau-grün. Die auf Ober- und Unterseiten gleichfarbig glänzend grünen oder grau-grünen Laubblätter an erwachsenen Exemplaren sind bei einer Länge von 12 bis 15 cm und einer Breite von 1,5 bis 4 cm breit-lanzettlich, relativ dick, sichelförmig gebogen, verjüngen sich zur Spreitenbasis hin und besitzen ein spitzes oberes Ende. Die kaum erkennbaren Seitennerven gehen in mittleren Abständen in einem spitzen Winkel in großen Abständen vom Mittelnerv ab. Die Keimblätter (Kotyledone) sind nierenförmig.

### Blütenstand und Blüte
Seitenständig an einem bei einer Länge von 12 bis 25 mm und einer Breite von bis zu 3 mm im Querschnitt schmal abgeflachten oder kantigen Blütenstandsschaft stehen in einem einfachen Blütenstand elf oder mehr Blüten zusammen. Die 3 bis 6 mm langen Blütenstiele sind stielrund. Die nicht blaugrün bemehlt oder bereiften Blütenknospen sind bei einer Länge von 6 bis 8 mm und einem Durchmesser von 4 bis 5 mm ei- oder keulenförmig. Die Kelchblätter bilden eine Calyptra, die bis zur Blüte (Anthese) vorhanden bleibt. Die glatte Calyptra ist halbkugelig oder konisch, ebenso lang wie der glatte Blütenbecher (Hypanthium) oder kürzer und schmaler als dieser. Die äußeren Staubblätter sind unfruchtbar. Die Blüten sind cremeweiß oder gelb.

### Frucht
Die gestielte Frucht ist bei einer Länge und einem Durchmesser von je von 6 bis 9 mm konisch oder birnenförmig und vierfächerig. Der Diskus ist flach oder leicht angehoben, die Fruchtfächer sind eingeschlossen oder stehen auf der Höhe des Randes.

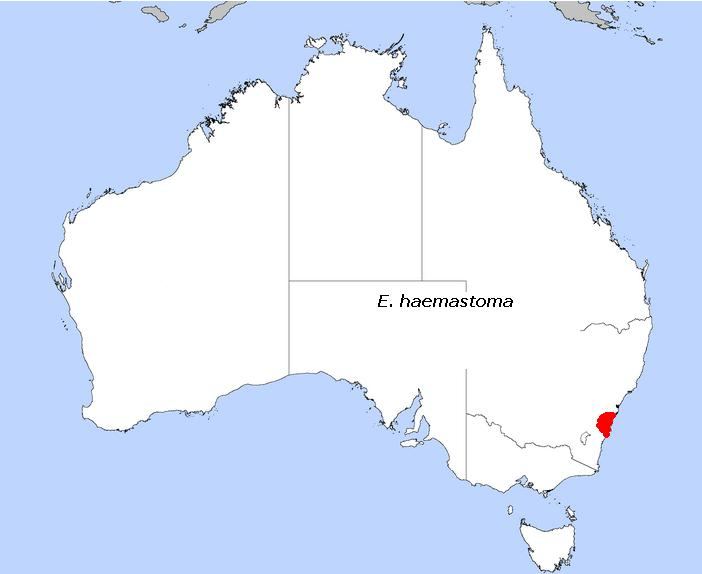
Verbreitung in New South Wales

## Vorkommen
Das natürliche Verbreitungsgebiet von Eucalyptus haemastoma ist der mittlere Küstenabschnitt von New South Wales, um Sydney und Newcastle, vom Lake Macquarie bis zum Royal-Nationalpark.
Eucalyptus haemastoma wächst örtlich häufig in trockenen Hartlaubwäldern auf flachen, unfruchtbaren Sandböden über Sandstein.

## Systematik
Die Erstbeschreibung von Eucalyptus haemastoma erfolgte 1797 durch James Edward Smith unter dem Titel Botanical Charakters of Some Plants of the Natural Order of Myrti in Transactions of the Linnean Society of London, Volume 3, S. 286. Synonyme von Eucalyptus haemastoma Sm. sind Eucalyptus haemastoma Sm. subsp. haemastoma und Eucalyptus haemastoma Sm. var. haemastoma.
Intergradationen mit Eucalyptus racemosa wurden hauptsächlich südlich von Sydney beobachtet. Natürliche Hybriden bildet Eucalyptus haemastoma mit Eucalyptus piperita subsp. piperita, Eucalyptus umbra und Eucalyptus camfieldii. Bei „Australian Plant Name Index“ wird eine Varietät als Hybride erwähnt: Eucalyptus haemastoma var. ×montana H.Deane & Maiden.